# El Krib
El Krib (àrab: الكريب, al-Krīb) és una ciutat de Tunísia al nord-oest de la governació de Siliana, situada uns 42 km de Siliana. Té una població 7.811 habitants en 2014. La seva activitat econòmica principal són l'agricultura (amb cultiu de cereals) i la ramaderia.

## Patrimoni
La ciutat romana de Dougga és a només 11 km, però el seu accés es fa generalment des de Tunis o la costa nord, per la part nord, i El Krib queda al sud-oest de Dougga.
Es troba al sud-est del Djebel Goraa, on hi ha el jaciment arqueològic d'Agbia i, al peu de la muntanya, la vil·la de Bordj El Massoudi, uns 7 km a l'oest d'El Krib.

## Administració
És el centre de la delegació o mutamadiyya homònima, amb codi geogràfic 24 55 (ISO 3166-2:TN-12), dividida en set sectors o imades:
- El Krib Nord (24 55 51)
- El Krib Sud (24 55 52)
- Dokhania (24 55 53)
- Hammam Biadha Nord (24 55 54)
- Hammam Biadha Sud (24 55 55)
- Borj El Messaoudi Nord (24 55 56)
- Borj El Messaoudi Sud (24 55 57)

Al mateix temps, forma una municipalitat o baladiyya (codi geogràfic 24 14).